# Kevin Jensen
Kevin Alexander Jensen (15 giugno 2001) è un calciatore svedese, attaccante del Landskrona BoIS.

## Carriera

### Club
Jensen è cresciuto nel settore giovanile del Landskrona BoIS, con cui ha debuttato in prima squadra il 28 aprile 2018 nell'incontro di Superettan vinto 2-0 contro l'IFK Värnamo. Ha realizzato il suo primo gol la stagione successiva, con il club retrocesso in terza divisione, nell'incontro vinto 2-0 contro il Lund IF dell'11 maggio 2019. Ormai titolare nella posizione di ala sinistra, dopo aver perso lo spareggio promozione della stagione 2019, ha conquistato la promozione in Superettan l'anno seguente.
Il 2 dicembre 2021 è stato ceduto a titolo definitivo al Kalmar, club della prima divisione svedese. Nel triennio trascorso in rosa, tuttavia, ha faticato a trovare spazio, disputando solo 43 partite di campionato sulle 90 in calendario in quei tre anni, perdipiù partendo titolare appena 8 volte. Al termine dell'Allsvenskan 2024 la squadra è retrocessa in Superettan.
Scaduto il contratto con il Kalmar, a partire dal gennaio 2025 Jensen ha fatto ritorno al suo precedente club, il Landskrona BoIS, nel frattempo rimasto nel campionato di Superettan.

### Nazionale
Ha giocato nelle nazionali giovanili svedesi Under-17 ed Under-20.

## Statistiche

### Presenze e reti nei club
Statistiche aggiornate al 3 maggio 2024.
| Stagione        | Squadra         | Campionato      | Campionato | Campionato | Coppe nazionali | Coppe nazionali | Coppe nazionali | Coppe continentali | Coppe continentali | Coppe continentali | Altre coppe | Altre coppe | Altre coppe | Totale | Totale | Totale |
| Stagione        | Squadra         | Comp            | Pres       | Reti       | Comp            | Pres            | Reti            | Comp               | Pres               | Reti               | Comp        | Pres        | Reti        | Pres   | Reti   |        |
| --------------- | --------------- | --------------- | ---------- | ---------- | --------------- | --------------- | --------------- | ------------------ | ------------------ | ------------------ | ----------- | ----------- | ----------- | ------ | ------ | ------ |
| 2018            | Landskrona BoIS | S1              | 6          | 0          | CS+CS           | 0               | 0               |                    | -                  | -                  |             | -           | -           | 6      | 0      |        |
| 2019            | Landskrona BoIS | D1              | 25+2       | 8+0        | CS+CS           | 0               | 0               |                    | -                  | -                  |             | -           | -           | 27     | 8      |        |
| 2020            | Landskrona BoIS | D1              | 26+2       | 7+0        | CS+CS           | 0+2             | 0               |                    | -                  | -                  |             | -           | -           | 30     | 7      |        |
| 2021            | Landskrona BoIS | S1              | 29         | 6          | CS+CS           | 2+1             | 0               |                    | -                  | -                  |             | -           | -           | 32     | 6      |        |
| 2022            | Kalmar          | A               | 8          | 0          | CS+CS           | 4+1             | 0               |                    | -                  | -                  |             | -           | -           | 8      | 0      |        |
| 2023            | Kalmar          | A               | 12         | 0          | CS+CS           | 3+1             | 1+0             | UECL               | 1                  | 0                  |             | -           | -           | 13     | 1      |        |
| 2024            | Kalmar          | A               | 5          | 1          | CS+CS           | 3+0             | 1+0             |                    | -                  | -                  |             | -           | -           | 5      | 2      |        |
| Totale carriera | Totale carriera | Totale carriera | 115        | 22         |                 | 17              | 2               |                    | 1                  | 0                  |             | -           | -           | 133    | 24     |        |